# Henry Hyde, 2:e earl av Clarendon

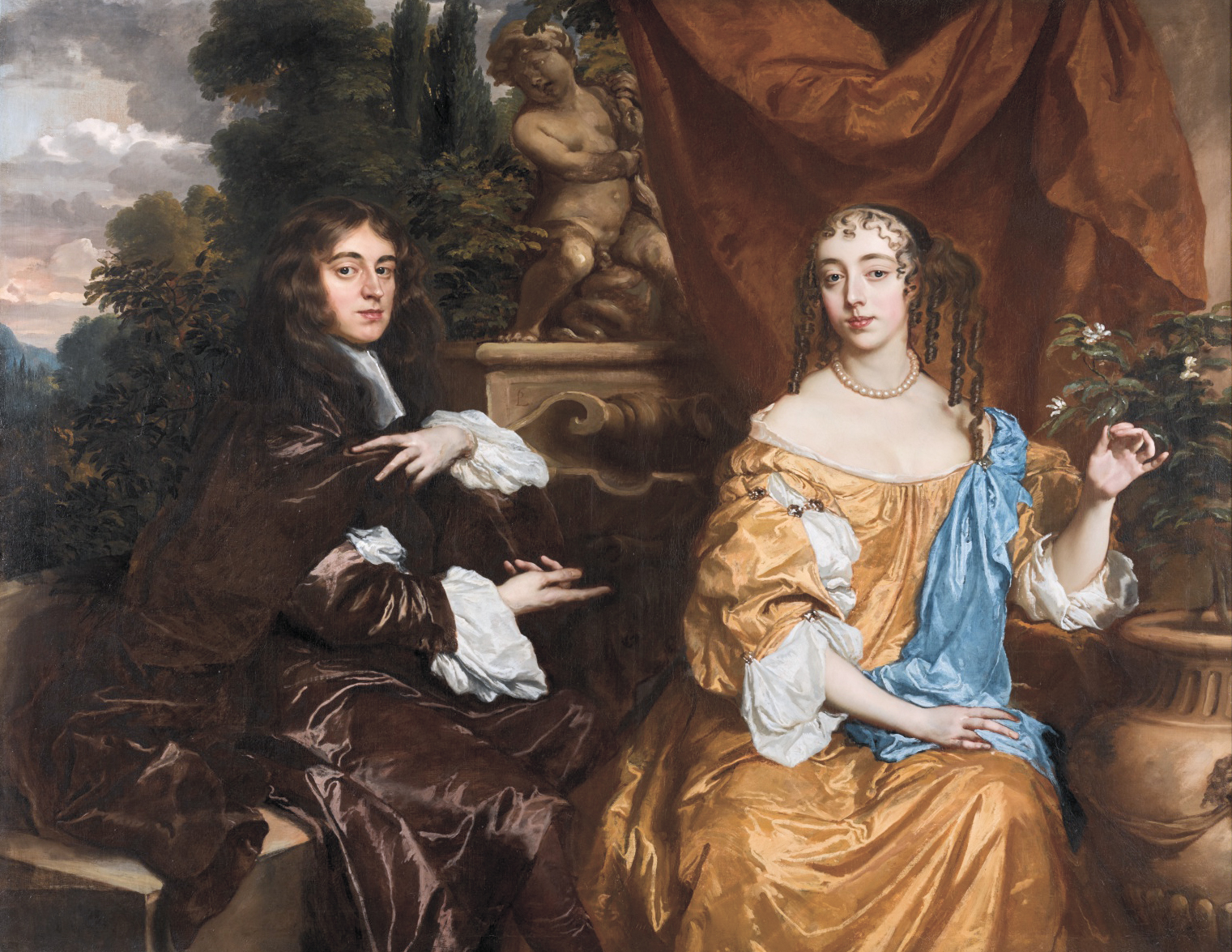
Henry Hyde, 2:e earl av Clarendon.

Henry Hyde, 2:e earl av Clarendon, född den 2 juni 1638 i London, död den 31 oktober 1709, var en engelsk politiker. Han var son till Edward Hyde, 1:e earl av Clarendon.
Hyde, som 1661–1674 bar titeln lord Cornbury, var medlem av underhuset och bekämpade där hovpartiet och kabalen. Hans svåger Jakob II gjorde honom 1685 till lordlöjtnant på Irland, men återkallade honom 1687, då Hyde, som var strängt högkyrklig, inte tillräckligt ville favorisera katolikerna. Hyde ville 1689 inte erkänna Vilhelm och Maria, satt därför 1690 en tid arresterad, men fick sedan dra sig tillbaka till privatlivet. Hans och brodern Laurences brev och dagböcker utgavs av Samuel Weller Singer (2 band, 1828).